# СК-1,2
СК-1,2 — первый советский силосоуборочный комбайн.
В 1949 году сотрудниками ВИСХОМа Н. Резником, В. Зябловым, С. Павловым и сотрудниками «Гомсельмаша» был создан первый образец силосного комбайна, который получил наименование СК-1,2. В 1951 году СК-1,2 начал производиться серийно. Но практика использования комбайна выявила его низкую производительность из-за малой ширины захвата — 1,2 м, поэтому сотрудники ВИСХОМа занялись созданием нового силосоуборочного комбайна — СК-2,6.
СК-1,2 имел бункер для сбора измельчённой массы ёмкостью около 3,5 м3. Выгрузка производилась за 20-30 секунд в кузов автомобиля во время остановки комбайна. Его применяли для уборки на силос низкорослых тонкостебельных трав (вико-овсяная смесь, клевер и др.) и высоких толстостебельных силосных культур большой урожайности (подсолнечник, кукуруза, сорго и др.).